# Deutschvölkischer Schutz- und Trutzbund
Der Deutschvölkische Schutz- und Trutzbund (DVSTB) war nach zeitgenössischer staatlicher Einschätzung „der größte, tätigste und einflußreichste antisemitische Verband in Deutschland“ nach dem Ersten Weltkrieg und einer der größten und wichtigsten Vertreter der völkischen Vereinigungen in der Weimarer Republik, deren demokratisch-parlamentarisches System er radikal ablehnte.

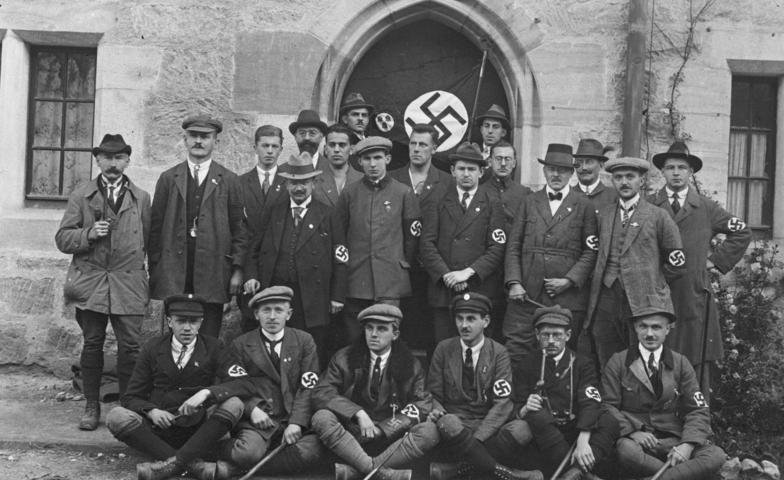
NSDAP-Delegation im Oktober 1922 auf dem Deutschen Tag, einer Großveranstaltung des Deutschvölkischen Schutz- und Trutzbundes, in Coburg

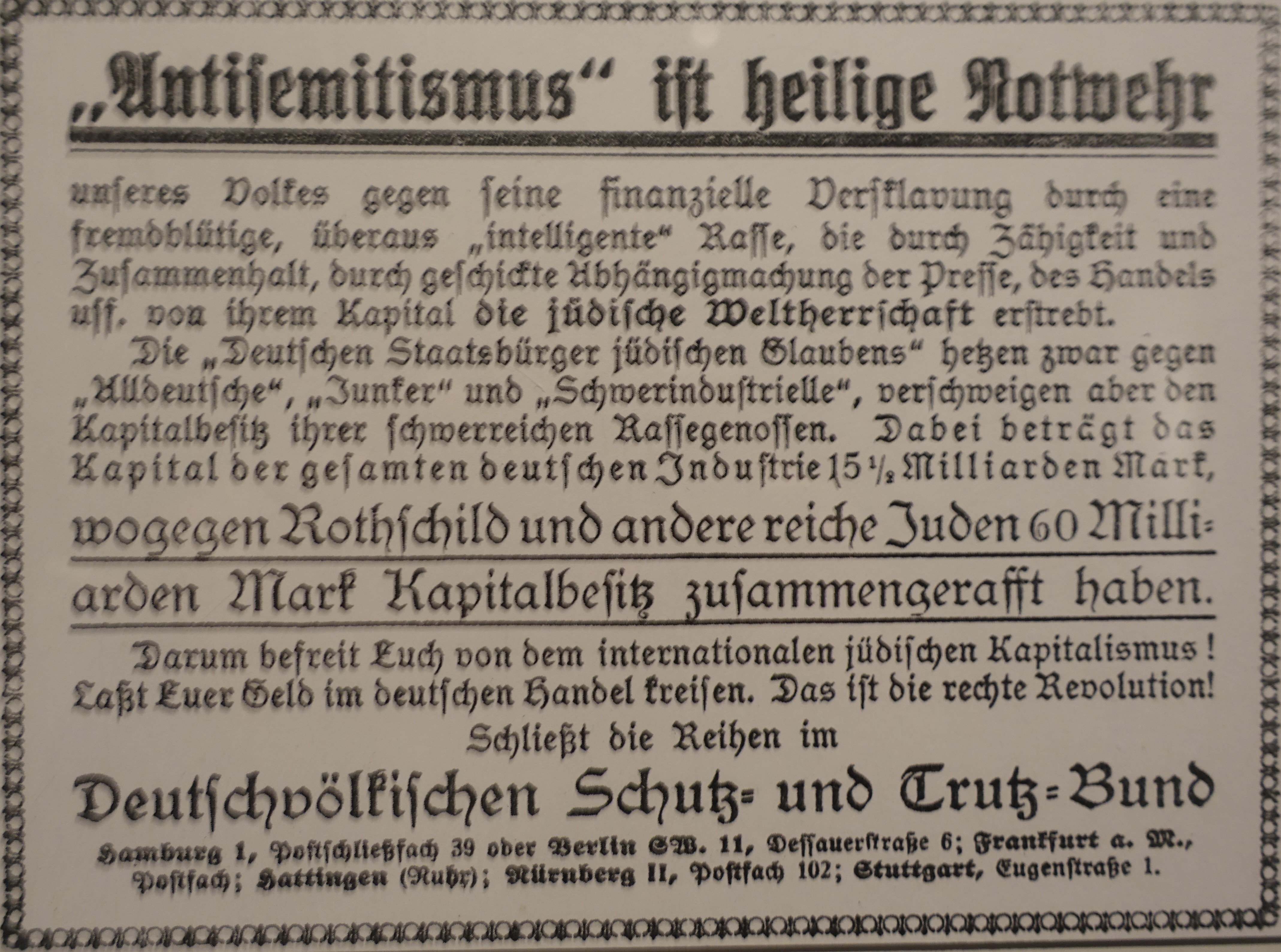
Handzettel des Deutschvölkischen Schutz- und Trutzbundes von 1920

Alfred Roth veröffentlichte in der Reihe „Hammerschläge“ seine antisemitischen Artikel

## Geschichte und Struktur
Der Deutschvölkische Schutz- und Trutzbund geht zurück auf den Deutschen Schutz- und Trutzbund, der im Februar 1919 vom Alldeutschen Verband auf dessen Bamberger Sitzung gegründet wurde; seine Aufgabe sollte die Bekämpfung des Judentums sein. Hauptgeschäftsführer war Alfred Roth, geheimer Vorsitzender ab 1. Oktober 1919 Konstantin von Gebsattel (eingesetzt durch Ernst von Hertzberg-Lottin). Zum Beirat gehörten u. a. Ernst Anton Franz von Bodelschwingh, August Gebhard, Paul Lucius, Ferdinand Werner, Julius Friedrich Lehmann, Georg von Stössel. Die Geschäftsstelle lag zunächst in Duisburg-Ruhrort bei Roths Wohnsitz, wurde aber später nach Hamburg verlegt, als es zum Zusammenschluss vieler völkischer Organisationen unter dem Dachverband Gemeinschaft deutschvölkischer Bünde kam. Nach der Fusion mit dem Reichshammerbund schloss sich der Deutsche Schutz- und Trutzbund, etwa einen Monat später, mit dem Deutschvölkischen Bund (die Nachfolgeorganisation des Reichsverbands der mit der DNVP fusionierten Deutschvölkischen Partei) am 1. Oktober 1919 zum Deutschvölkischen Schutz- und Trutzbund zusammen.
Als Manifest wählte der Schutz- und Trutzbund die Schrift Wenn ich der Kaiser wär von Heinrich Claß, in der er seine rassistische, nationalistische Gedankenwelt ausgedrückt sah. Seine Losung lautete: „Deutschland den Deutschen“. Einen wichtigen Förderer fand er in dem Münchener Verleger Julius Friedrich Lehmann, der 1918 im Oktober noch einen Staatsstreich gefordert hatte. Der Trutzbund agitierte gegen die Weimarer Demokratie, gegen alle linken Bewegungen und gegen die Juden; zu seiner Hochzeit hatte er rund 180.000 Mitglieder (1922).
Nach dem Fememord an Außenminister Rathenau wurde 1922 der Schutz- und Trutzbund wegen seiner Verwicklung in die Affäre auf der Grundlage des Republikschutzgesetzes in den meisten Ländern des Deutschen Reichs verboten (mit Ausnahme von Bayern, Württemberg, Anhalt und Mecklenburg-Strelitz). Auch die Attentate auf Matthias Erzberger und Philipp Scheidemann unterstützte der Trutzbund (siehe Organisation Consul). Zahlreiche Mitglieder, Hintermänner und Förderer wanderten in die NSDAP ab. Erst 1924 versandeten die letzten Aktivitäten.
Der Schutz- und Trutzbund war hauptsächlicher Ausrichter der Deutschen Tage, die als jährliche Großveranstaltungen von 1920 bis 1922 stattfanden.

## Prominente Mitglieder
Führende Nationalsozialisten wie:
- Erich Von den Bach-Zelewski
- Werner Best
- Ernst Boepple
- Leonardo Conti
- Kurt Daluege
- Dietrich Eckart
- Gottfried Feder
- Otto Hellmuth
- Gertzlaff von Hertzberg
- Reinhard Heydrich
- Karl Kaufmann
- Oskar Körner
- Hinrich Lohse
- Martin Mutschmann
- Heinrich Oberheid
- Bernhard Rust
- Fritz Sauckel
- Julius Streicher

waren Mitglied im Deutschvölkischen Schutz- und Trutzbund. Der Bund kann als Bindeglied zwischen dem Alldeutschen Verband und der NSDAP gelten.
Eine Sammlung von Unterlagen befindet sich im Archiv der Forschungsstelle für Zeitgeschichte in Hamburg.

## Audio
- 100 Jahre politischer Mord (10): Der Deutsch-völkische Schutz- und Trutzbund, 4.28 Minuten Audio-Version, von Elke Kimmel, Deutschlandfunk Kultur, Sendung Zeitfragen, 20. Oktober 2021